# Scroogle
Scroogle war ein Onlinedienst, der als Proxy für die Suchmaschine Google fungierte. Scroogle schützte dabei die Privatsphäre der Suchenden durch das Verhindern der Erfassung von Nutzeraktivitäten. Insbesondere Googles Logging und langfristige Speicherung der Nutzeraktivitäten mittels Cookies oder IP-Adressen wurden vermieden. Diese Daten ließen dem Konzern ansonsten die Möglichkeit, anhand der eingegebenen Suchbegriffe und die auf den Ergebnisseiten verfolgten Links Rückschlüsse auf die Persönlichkeit des Benutzers zu ziehen.
Der Scroogle-Proxy war SSL-fähig und blendete Werbeanzeigen auf den Ergebnisseiten aus. Es wurden 28 Sprachen für die Suche unterstützt; für Mozilla Firefox war ein Scroogle-Plugin verfügbar. Nach eigener Aussage wurden die Server-Logs alle 48 Stunden gelöscht und die Suchanfragen nicht benutzerbezogen gespeichert.
Die Seite wurde im April 2003 vom Google-Kritiker Daniel Brandt erstellt, der mit der Sammlung und Analyse von Informationen über das Benutzerverhalten durch Google nicht einverstanden war. Die Rechte liegen bei dem gemeinnützigen Unternehmen Public Information Research Inc. das auch Google Watch betreibt.
Am 1. Juli 2010 schaltete Scroogle seinen Suchdienst für wenige Tage ab; begründet wurde dies mit einer Änderung der Schnittstelle von Google.
Seit Mitte Februar 2012 ist die Seite nicht mehr erreichbar, nachdem Google kurz zuvor angefangen hatte, den Dienst zu blockieren. Der Gründer von Scroogle, Daniel Brandt, bestätigte BetaBeat.com, dass Scroogle nicht mehr online gehen wird.